# Graz villamosvonal-hálózata
Graz villamoshálózata hat vonalból áll, melyek együttes hossza 59,8 km. A hálózaton összesen 86 darab villamos közlekedik. 

## Viszonylatok
| Vonalszám        | Útirány                                                 | Hosszúság (km) | Járatsűrűség                      | Járatsűrűség              | Járatsűrűség                                      |
| Vonalszám        | Útirány                                                 | Hosszúság (km) | Hétfőtől péntekig 8–17 óra között | Szombaton 9–17 óra között | Vasárnap és munkaszüneti napokon 10–17 óra között |
| ---------------- | ------------------------------------------------------- | -------------- | --------------------------------- | ------------------------- | ------------------------------------------------- |
| Straßenbahn Graz | Eggenberg/UKH – Jakominiplatz – Mariatrost              | 11,2           | 10 perc                           | 10 perc                   | 15 perc                                           |
| Straßenbahn Graz | Andritz – Jakominiplatz – Krenngasse                    | 6,5            | 7–8 perc                          | 10 perc                   | üzemszünet                                        |
| Straßenbahn Graz | Reininghaus – Jakominiplatz – Liebenau/Murpark          | kb. 8,5        | 7–8 perc                          | 10 perc                   | 15 perc                                           |
| Straßenbahn Graz | Andritz – Jakominiplatz – Puntigam                      | kb. 9,8        | 7–8 perc                          | 7–8 perc                  | 15 perc                                           |
| Straßenbahn Graz | Smart City – Jakominiplatz – St. Peter                  | kb. 8,2        | 7–8 perc                          | 7–8 perc                  | 15 perc                                           |
| Straßenbahn Graz | Wetzelsdorf – Jakominiplatz – LKH Med Uni/Klinikum Nord | 7,7            | 5 perc                            | 7–8 perc                  | 15 perc                                           |
| (23)             | Krenngasse – Jakominiplatz                              | 6,5            | üzemszünet                        | üzemszünet                | 11–17 óra között: 15 perc                         |

## Villamosok
| Nos.    | Kép | Gyártó                    | Gyártásban | Hossz(mm) | Tengelyek száma | Tengelytávolság(mm) | Ülőhelyek/állóhelyek száma |
| ------- | --- | ------------------------- | ---------- | --------- | --------------- | ------------------- | -------------------------- |
| 261–283 |     | SGP/Lohner                | 1963–1965  | 19 560    | 6               | 6 000               | 40/75                      |
| 291–293 |     | SGP Wien                  | 1966–1976  | 20 335    | 6               | 6 000               |                            |
| 501–510 |     | SGP Graz                  | 1978       | 25 343    | 8               | 6 000               | 40/94                      |
| 521–537 |     | Duewag                    | 1971–1973  | 25 900    | 8               | 6 000               | 59/88                      |
| 581–584 |     | Locally built             | 1995–1997  | 26 220    | 8               | 6 000               | 58/97                      |
| 601–612 |     | SGP Graz                  | 1986–1987  | 27 000    | 8               | 6 000               | 41/126                     |
| 651–668 |     | Bombardier Transportation | 2000–2001  | 27 000    | 6               | 6 000               | 54/90                      |
| 201–245 |     | Stadler Rail              | 2009–2015  | 27 000    | 6               | 6 000               | 54/90                      |